# نادي غاز الشمال
نادي غاز الشمال الرياضي أحد أندية الدوري العراقي
تأسس عام 2004.
يلعب حاليا في دوري الدرجة الأولى العراقي.